# Oncidium ciliatum
Oncidium ciliatum là một loài phong lan đặc hữu của Brasil.

## Synonyms
- Oncidium barbatum var. ciliatum (Lindl.) Lindl.
- Oncidium ciliolatum Hoffmanns.
- Oncidium fimbriatum Hoffmanns.
- Oncidium subciliatum Hoffmanns.
- Oncidium barbatum Lindl. & Paxton
- Oncidium trichodes Lindl.
- Oncidium micropogon var. bahiense Cogn.
- Oncidium blossfeldianum Schltr.
- Oncidium bahiense (Cogn.) Schltr.
- Oncidium psyche Schltr.
- Oncidium reisii Hoehne & Schltr.
- Alatiglossum psyche (Schltr.) Baptista
- Alatiglossum trichodes (Lindl.) Baptista
- Alatiglossum ciliatum (Lindl.) Baptista